# محمد صديق
محمد صديق هو لاعب كرة قدم مصري في مركز الدفاع، ولد في 25 نوفمبر 1978 في القاهرة في مصر. شارك مع منتخب مصر لكرة القدم. أما مع النوادي، فقد لعب مع النادي الأهلي والنادي المصري وكوجالي سبور ونادي الزمالك ونادي المصرية للاتصالات ونادي المقاولون العرب.

## وصلات خارجية
- محمد صديق على موقع الاتحاد الدولي (مؤرشف)  (الإنجليزية)
- محمد صديق على موقع قاعدة بيانات كرة القدم.إي يو (الإنجليزية)